# Geografia Wysp Kokosowych

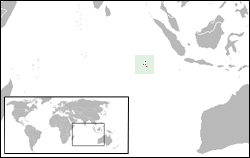
Położenie wysp

Wyspy Kokosowe są zamorskim terytorium Australii, leżącym we wschodniej części Oceanu Indyjskiego. Wyspy te cechują się nizinnym krajobrazem i tropikalnym, wilgotnym klimatem. Wyspy te zostały odkryte w 1609 roku przez kapitana W. Keelinga z angielskiej Kompanii Wschodnioindyjskiej.

## Powierzchnia i położenie
Powierzchnia – 14,4 km²
Położenie – 12°04'S i 96°52'E. Wyspy leżą ponad 2 100 km na zachód od zachodnich wybrzeży Australii, około 2 800 km od Perth i blisko 3 700 km od Darwin. Około 1 100 km dzieli jest dystans od wybrzeży Indonezji. Wyspy Kokosowe rozciągają się na długości 45 km.

## Ukształtowanie poziome
Wyspy Kokosowe składają się z dwóch atoli: Południowych Wysp Keelinga, na których skupiona jest cała populacja wysp, oraz Północnej Wyspy Keelinga. Południowe Wyspy Keelinga są atolem składającym się z 26 wysp i wysepek o łącznej powierzchni 13,1 km². Zamieszkane są tylko dwie z tych wysp: Home Island i West Island. Północna Wyspa Keelinga jest atolem składającym się z jednej, niezamieszkanej wyspy, mającej kształt litery C. Jest to niemal zamknięty atol, a do wewnętrznej laguny prowadzi tylko jedna, bardzo wąska cieśnina (mająca około 50 m szerokości) we wschodniej części wyspy. Wyspa ma około 1,1 km² powierzchni, a wewnętrzna laguna zajmuje 0,5 km². Wybrzeże wszystkich wysp jest niskie i plażowe.

## Budowa geologiczna i rzeźba

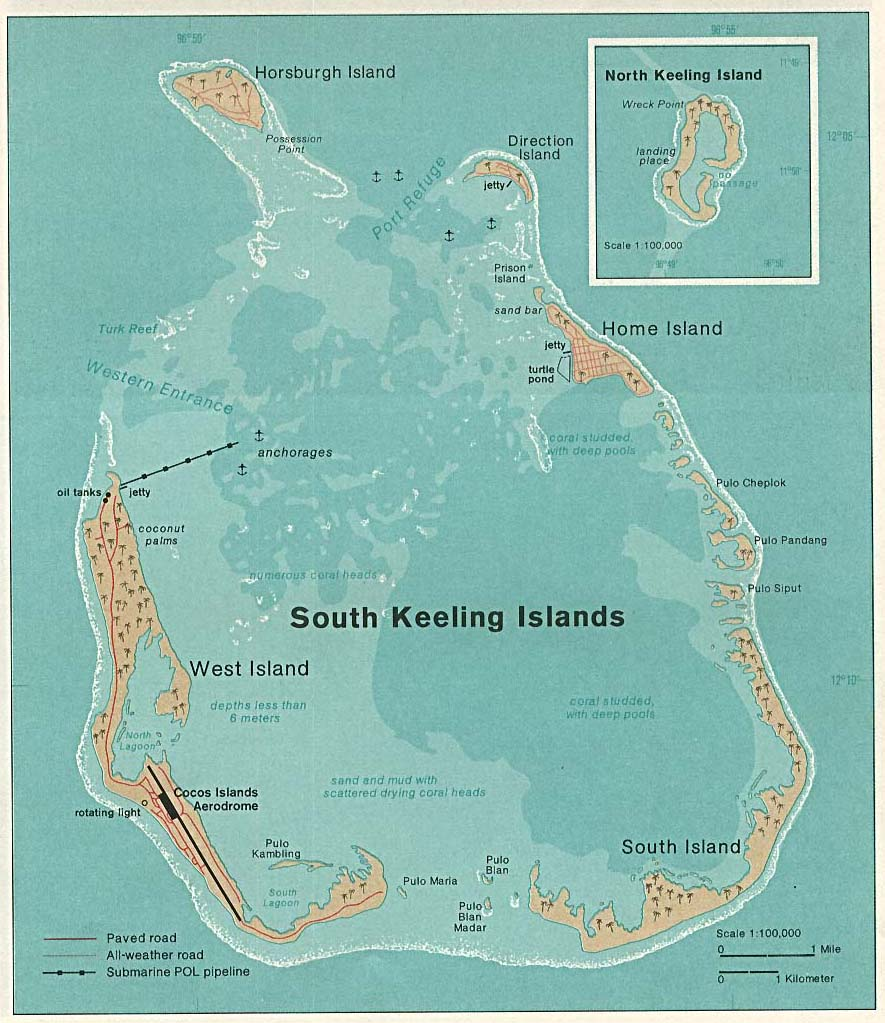
Mapa wysp

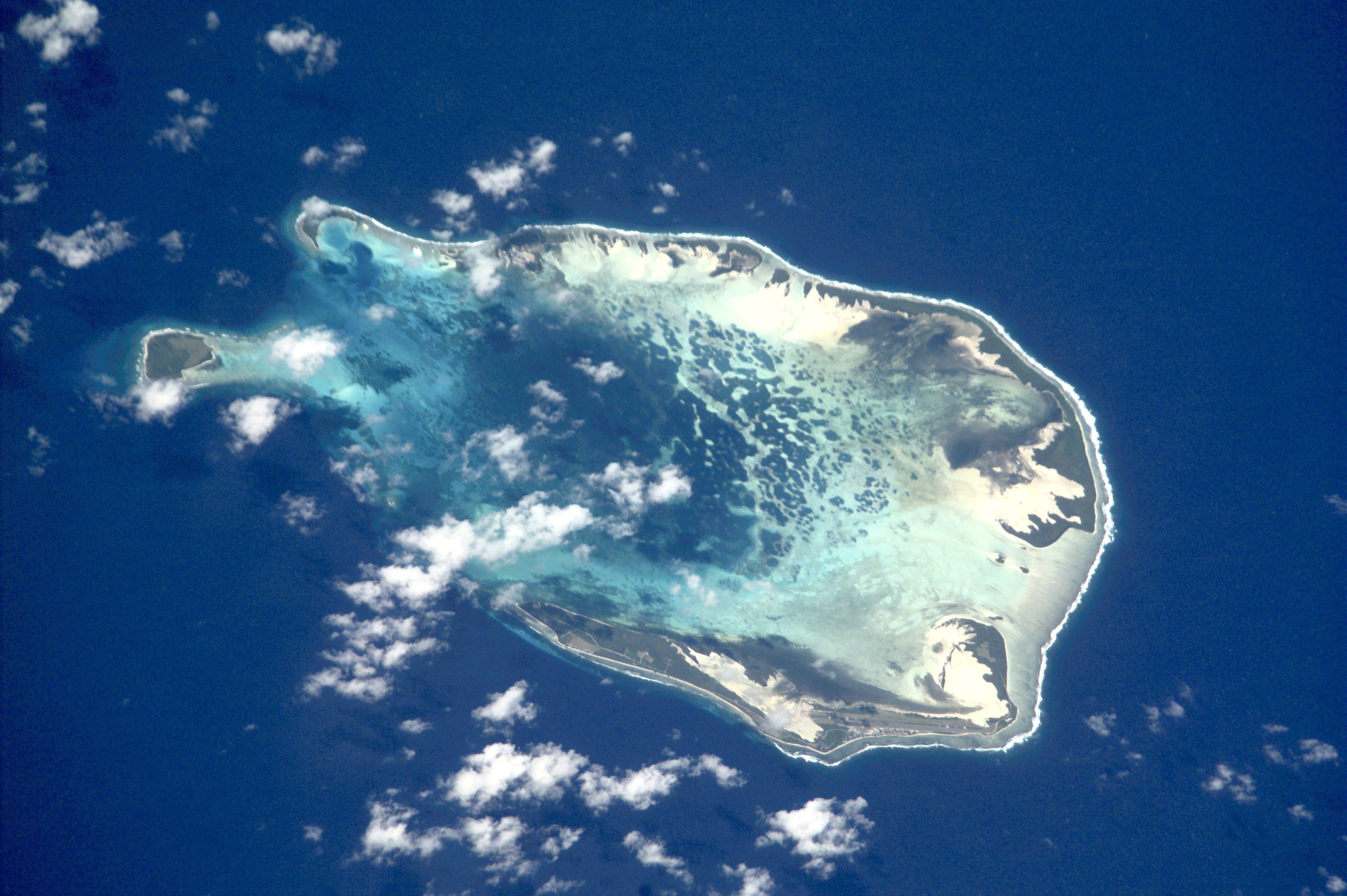
Wyspy widziane w dużej wysokości

Wyspy Kokosowe są pochodzenia koralowego i cechują się wybitnie nizinnym krajobrazem. Płaskie atole koralowe wznoszą się zaledwie na 2-3 metrów nad poziom morza. Brzegi atoli są strome i żwirowe od strony otwartego morza, łagodnie opadają natomiast w kierunku laguny. Brak jakichkolwiek wzniesień, jedynie na Wyspie Południowej (South Island) piaszczysta wydma osiąga wysokość 6 m. Wyspy otaczają rafy koralowe, a same wyspy zbudowane są z pochodzących z czwartorzędu wapieni koralowych.

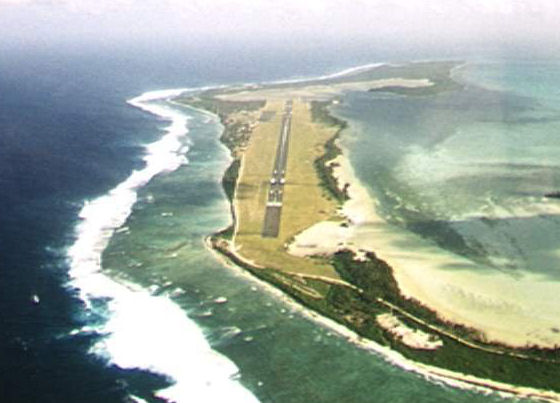
Wyspy widziane z lotu ptaka

Wyspy wchodzące w skład atolu Południowych Wysp Keelinga:
| Lp. | Wyspa              | Wyspa             | Powierzchnia (km²) |
| Lp. | Nazwa malajska     | Nazwa angielska   | Powierzchnia (km²) |
| --- | ------------------ | ----------------- | ------------------ |
| 1   | Pulo Luar          | Horsbourgh Island | 1,04               |
| 2   | Pulo Tikus         | Direction Island  | 0,34               |
| 3   | Pulo Pasir         | Workhouse Island  | 0,00               |
| 4   | Pulo Beras         | Prison Island     | 0,02               |
| 5   |                    | Button Islets     | 0,00               |
| 7   | Pulo Gangsa        |                   | <0,01              |
| 8   | Pulo Selma         | Home Island       | 0,95               |
| 9   | Pulo Ampang Kechil | Scaevola Islet    | <0,01              |
| 10  | Pulo Ampang        |                   | 0,06               |
| 11  | Pulo Wa-idas       | Ampang Minor      | 0,02               |
| 12  | Pulo Blekok        |                   | 0,03               |
| 13  | Pulo Kembang       |                   | 0,04               |
| 14  | Pulo Cheplok       | Gooseberry Island | <0,01              |
| 15  | Pulo Pandan        | Misery Island     | 0,24               |
| 16  | Pulo Siput         | Goat Island       | 0,10               |
| 17  | Pulo Jambatan      |                   | <0,01              |
| 18  | Pulo Labu          |                   | 0,04               |
| 19  | Pulo Atas          | South Island      | 3,63               |
| 20  | Pulo Kelapa Satu   |                   | 0,02               |
| 21  | Pulo Blan          | East Cay          | 0,03               |
| 22  | Pulo Blan Madar    | Burial Island     | 0,03               |
| 23  | Pulo Maria         | West Cay          | 0,01               |
| 24  | Pulo Kambling      | ?Turtle Island    | <0,01              |
| 25  | Pulo Panjang       | West Island       | 6,23               |
| 26  | Pulo Wak Bangka    | ?Turtle Island    | 0,22               |

Wyspy z oznaczoną powierzchnią „0” są wyspami zalewnymi w czasie przypływu.

## Klimat i hydrologia
Wyspy Kokosowe leżą w strefie klimatu równikowego, wilgotnego, który kształtowany jest przez południowo-wschodnie pasaty. Temperatury mają roczny i dobowy rozkład typowy dla klimatu równikowego, i wynoszą średnio od 26 °C do 28 °C. Minimalne różnice termiczne w ciągu roku. Nocne temperatury są niższe o kilka stopniu od dziennych. Niższe temperatury rzędu 21-23 °C notuje się w czasie deszczy. Wyspy cechują się wysoką wilgotnością powietrza. Opady roczne wynoszą około 2 000 mm. Co roku wyspy nawiedzane są przez huragany, które pojawiają się w okresie od października do kwietnia.
| Miesiąc                                                                                                  | Sty  | Lut  | Mar  | Kwi  | Maj  | Cze  | Lip  | Sie  | Wrz  | Paź  | Lis  | Gru  | Roczna |
| --- | ---- | ---- | ---- | ---- | ---- | ---- | ---- | ---- | ---- | ---- | ---- | ---- | ------ |
| Średnie temperatury w dzień [°C]                                                                         | 29.8 | 29.9 | 30.0 | 29.8 | 29.3 | 28.6 | 28.1 | 28.1 | 28.2 | 28.6 | 29.0 | 29.4 | 29,1   |
| Średnie dobowe temperatury [°C]                                                                          | 27.5 | 27.6 | 27.7 | 27.7 | 27.4 | 26.7 | 26.2 | 26.2 | 26.2 | 26.6 | 26.9 | 27.1 | 27,0   |
| Średnie temperatury w nocy [°C]                                                                          | 25.1 | 25.2 | 25.4 | 25.5 | 25.4 | 24.8 | 24.3 | 24.3 | 24.2 | 24.5 | 24.8 | 24.8 | 24,9   |
| Opady [mm]                                                                                               | 154  | 182  | 231  | 263  | 205  | 212  | 220  | 105  | 86   | 88   | 97   | 94   | 1935   |
| Średnia liczba dni z opadami                                                                             | 12.9 | 14.2 | 18.3 | 18.3 | 18.9 | 19.2 | 21.4 | 17.2 | 13.5 | 10.1 | 10.1 | 10.6 | 185    |
| Źródło: Bureau of Meteorology (liczba dni z opadami dla wartości 0,1 mm, wysokość 3 m n.p.m., 1981-2010) |      |      |      |      |      |      |      |      |      |      |      |      |        |

Całkowity brak wód powierzchniowych, co jest uwarunkowane wielkością wysp i właściwościami podłoża. Zasoby wody słodkiej są ograniczone, a deszczówkę magazynuje się w podziemnych zbiornikach. Wody gruntowe są zasolone.

## Flora i fauna
Szata roślinna jest dobrze zachowana, gdyż wyspy są słabo zaludnione. Północna Wyspa Keelinga wraz z otaczającym ją morzem na odległość 1,5 km od wybrzeża stanowi park narodowy Pulu Keeling National Park, powołany 12 grudnia 1995 roku. Jak sama nazwa wysp wskazuje, powszechnie występującą rośliną jest palma kokosowa. Palmy te tworzą na wyspie formacje leśne, zajmują większą część wysp. Poza palmami rosną paprocie i inne gatunki krzewiastych roślin tropikalnych. W wodach, wokół wysp rosną rafy koralowe.
Fauna jest ograniczona gatunkowo. Nie ma ssaków lądowych, pierwotnie na wyspach występowały niektóre gatunki gryzoni. Króliki, myszy i szczury zostały sprowadzone na wyspy, ale wyginęły. Powszechne jest jedynie ptactwo, głównie morskie, występują gatunki endemiczne. Dużo bogatszy i liczniejszy jest świat morskich zwierząt, przede wszystkich skorupiaków i wiele gatunków tropikalnych ryb. W wodach żyją także rekiny.